# Cheilosia nigrovittata
Cheilosia nigrovittata är en tvåvingeart som först beskrevs av Jon C. Lovett 1919.  Cheilosia nigrovittata ingår i släktet örtblomflugor, och familjen blomflugor. Inga underarter finns listade i Catalogue of Life.